# NGC 3569
NGC 3569 este o blazar situată în constelația Ursa Mare. A fost descoperită în 27 aprilie 1864 de către Heinrich Louis d'Arrest.